# 王维福

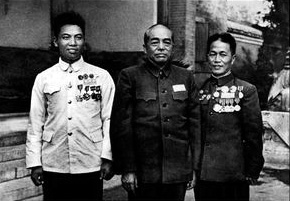
1954年，王维福与彭德怀、周文江在中南海合影

王维福（1930年—），江苏如东人，中国人民解放军军事将领，第一届全国人民代表大会代表。
1947年，王维福加入中国人民解放军，并参加淮海战役、渡江战役。中华人民共和国成立后，其参加头门山海战，并被授予“一级战斗英雄”称号。此后历任舰艇部队艇长、副中队长、中队长、副大队长、大队长等职位。为第一届全国人民代表大会代表。